# Сборовський
Сбо́ровський (рос. Сборовский) — селище у складі Сорочинського міського округу Оренбурзької області, Росія.

## Населення
Населення — 194 особи (2010; 251 у 2002).
Національний склад (станом на 2002 рік):
- росіяни — 41 %
- казахи — 35 %